# Least Cost Planning
Least Cost Planning (engl.; deutsch: Minimalkostenplanung; kurz LCP) ist ein Instrument der ökologieorientierten Kostenrechnung, welches vor allem im Bereich der Energiedienstleistungen Anwendung findet. Neben dem Energiesektor findet dieses Konzept mittlerweile auch Anwendung in Wasser- und Mobilitätsbereichen. Grundidee ist dabei die Minimierung der Kosten, vor allem durch Effizienzerhöhung bei gleichzeitiger Reduzierung der Umweltbelastung. Vereinfacht gesagt steht hier die Frage, ob es billiger ist eine kWh einzusparen, anstatt sie zu erzeugen.

## Herkunft
In den 1970er und 1980er Jahren wurde das Least Cost Planning in den USA für die dortige Energieindustrie entwickelt. Eine erste wissenschaftliche Arbeit mit dem Titel „The Least-Cost Energy Strategy: Minimizing Consumer Costs through Competition“ wurde 1979 von Roger W. Sant verfasst. Es sollten vor allem Stromeinsparungen und eine Erhöhung der Kraftwerkskapazitäten zu gleicher Zeit den Energiebedarf decken. Das Instrument wurde später weiterentwickelt und kann bis heute vor allem auch auf den Mobilitätssektor und auf die Wasserversorgung übertragen werden. Dabei war bei dem Einsatz der LCP-Methode in Verkehrsdienstleistungen anfänglich der Gedanke gegeben, mögliche Investitionen in den US-amerikanischen ÖPNV gezielt einzusetzen und zu begründen. Auch in Deutschland wollte man mit Hilfe des LCP-Ansatzes Veränderungen in möglichen Kosten für die Kommunen durch einen Aus- oder Umbau des Verkehrssystems erkennen. Die Anwendung in der Wasserversorgung entwickelte sich in ähnlicher Weise mit dem Hintergrund, künftige Veränderungen im Wasserbedarf der Bevölkerung möglichst umweltschonend zu begegnen.

## Grundkonzept
Ziel des LCP-Ansatzes ist die Kombination aus einer notwendigen Erweiterung der Dienstleistungskapazitäten auf Anbieterseite und dem Einsparungswillen auf der Kundenseite. Least Cost Planning wird daher meistens zur Hilfe genommen, wenn eine bestehende Infrastruktur an ihre Kapazitätsgrenzen kommt. Auch Probleme in Produktionen aufgrund von marktbedingten starken Nachfrageschwankungen rechtfertigen den Einsatz dieser Methode. Dabei sind drei Prämissen zu identifizieren:
1. Ein Einsparpotential ist vorhanden und gleichzeitig liegen die getätigten Investitionen zur Effizienzverbesserung unter dem Möglichen
2. Zu erklären ist dies mit Hemmnissen in der Bereitschaft für Mehrinvestition (Marktversagen bzw. -unvollkommenheit)
3. Sind kosteneffiziente Investitionen in Einsparmaßnahmen identifiziert, sollten diese durch wirtschaftspolitische Unterstützung gefördert werden.

Die Methode der Minimalkostenplanung gilt dabei als empfehlenswert, wenn eine Einsparung für den Kunden kostengünstiger ist, als eine zusätzliche Produktion der gleichen Dienstleistung. Weiterhin gilt es darauf zu achten, dass diese Einsparungen keinen Einfluss auf den Nutzen der jeweiligen Dienstleistung haben. Ein wichtiger Unterschied von Least Cost Planning zu traditionellen Planungsprozessen ist der Einbezug der Öffentlichkeit und anderen interessierten Parteien über alle Stufen des Planungsprozesses hinweg.

## Vorgehensweise
Im Allgemeinen sind bei der Anwendung des Least Cost Planning folgende Schritte zu beachten:
1. Identifizierung der Rahmenbedingungen
2. Analyse und Prognose der Nachfrage
3. Untersuchung der Kapazitätsgrenzen
4. Vergleich der Kosten der unterschiedlichen Optionen
5. Umsetzung der kostengünstigsten Option

### Planungstypen in Bezug auf LCP
Grundlegender Bestandteil des LCP ist die Planung. Dabei werden vorwiegend drei Typen der Planung unterschieden:

#### Zweckmäßige Planung (Utilitarian Planning)
Hier ist die rationale problemlösungsorientierte Planung vordergründig, was eine geläufige Grundlage des LCP darstellt. Das grundlegende Problem wird typischerweise als Angebot-Nachfrage-Problem formuliert, dessen Ziel es ist wirtschaftliche als auch umweltbedingte Kosten (bspw. durch Emissionen) zu minimieren.

#### Gemeinschaftliche Planung (Collaborative Planning)
Im Vordergrund steht die gemeinschaftliche Zusammenarbeit mit beteiligten Parteien zur Senkung der Kosten. Vereinbarungen und Ziele werden hier üblicherweise durch Mehrparteienverträge festgehalten.

#### Ökologische Planung  (Ecological Planning)
Im Fokus steht hier ein ganzheitlicher Blick auf soziale und ökonomische Prozesse sowie auf die Umwelt an sich. Ziel ist es menschliche Aktivitäten mit ökologischen kompatibel zu machen, ohne dass ein System dauerhaft und unverhältnismäßig gestört wird.
Der Ablauf des LCP kann in Bezug auf die drei Planungsansätze in vielerlei Hinsicht abgeschätzt/untersucht werden. Dabei spielen eine wichtige Rolle: nachfrageseitiges Management, Wettbewerbsbindung, Berücksichtigung von Umwelteinwirkungen, Subventionen (bspw. für Kraftwerke) und die Reduktion der Transaktionskosten.

## Kritik
Wichtige Kritikpunkte des Konzeptes von LCP sind:
- Fehlende Berücksichtigung der Heterogenität der Verbraucher in der Abschätzung von Einsparpotentialen für LCP-Analysen. Für bestimmte Teile der Verbraucher sind Effizienzinvestitionen nicht ökonomisch, da Anforderungen und Ausstattungen der Verbraucher individuell sind.
- Frage nach verborgenen Kosten von Investitionen. Es können Einbußen in verschiedenen qualitativen Aspekten auftreten (Lichtfarbe bei Energiesparlampen) bzw. zusätzliche Kosten für den Verbraucher bei der Suche nach Informationen zu effizienten Technologien auftreten.